# فوجیوارا نو سادایوری
فوجیوارا نو سادایوری (به ژاپنی: 藤原定頼 Fujiwara no Sadayori); ۱ ژانویهٔ ۰۹۹۵ – ۸ فوریهٔ ۱۰۴۵) پسر فوجیوارا نو کینتو، شاعر واکا (شعر)، کوگیو، و خوشنویس اهل ژاپن بود.